# Occidozyga
Occidozyga – rodzaj płazów bezogonowych z podrodziny Occidozyginae w rodzinie Dicroglossidae.

## Zasięg występowania
Rodzaj obejmuje gatunki występujące od Bengalu Zachodniego (Indie) przez Bangladesz, Mjanmę, Tajlandię i Laos do południowych Chin (południowy Junnan, południowe Kuangsi, Guangdong, Hajnan, południowe Jiangxi i wschodni Fujian), Wietnamu, Malezji, Wielkich Wysp Sundajskich, Bali i Filipin. 

## Systematyka

### Etymologia
- Occidozyga (Ooeidozyga, Occidogyna, Oxydozyga): łac. occido „zachodzić”[16]; gr. ξυγον zugon „jarzmo”[17].
- Houlema: etymologia nieznana, J.E. Gray nie wyjaśnił znaczenia nazwy rodzajowej[5]. Gatunek typowy: Houlema obscura J.E. Gray, 1831 (= Rana lima Gravenhorst, 1829).
- Oxyglossus (Oxyglossis): gr. οξυς oxus „ostry”[18]; γλωσσα glōssa „język”[19]. Gatunek typowy: Rana lima Gravenhorst, 1829.
- Rhomboglossus: gr. ῥομβος rhombos „romb”; γλωσσα glōssa „język”[8]. Nazwa zastępcza dla Oxyglossus Tschudi, 1838 (starszy homonim Oxyglossus Swainson, 1827 (Aves)).
- Phrynoglossus: gr. φρυνη phrunē, φρυνης phrunēs „ropucha”[20]; γλωσσα glōssa „język”[19]. Gatunek typowy: Phrynoglossus martensii Peters, 1867.
- Microdiscopus: gr. μικρος mikros „mały”; δισκος diskos „dysk”; πους pous, ποδος podos „stopa”[10]. Gatunek typowy: Microdiscopus sumatranus Peters, 1877.
- Oreobatrachus: gr. ορος oros, ορεος oreos „góra”[21]; βατραχος batrakhos „żaba”[22]. Gatunek typowy: Oreobatrachus baluensis Boulenger, 1896.
- Osteosternum: gr. οστεον osteon „kość”[23]; στερνον sternon „pierś”[24]. Gatunek typowy: Osteosternum amoyense Wu, 1929 (= Rana lima Gravenhorst, 1829).
- Frethia: Thierry Frétey (ur. 1963), francuski herpetolog współpracujący z autorami opisu[14]. Gatunek typowy: Oxyglossus laevis Günther, 1859.

### Podział systematyczny
Do rodzaju należą następujące gatunki:
- Occidozyga baluensis (Boulenger, 1896)
- Occidozyga berbeza Matsui, Nishikawa, Eto, Hamidy, Hossman & Fukuyama, 2021
- Occidozyga celebensis Smith, 1927
- Occidozyga diminutiva (Taylor, 1922)
- Occidozyga floresiana Mertens, 1927
- Occidozyga laevis (Günther, 1858)
- Occidozyga lima (Gravenhorst, 1829)
- Occidozyga lingnanica Lyu & Wang, 2022
- Occidozyga magnapustulosa (Taylor & Elbel, 1958)
- Occidozyga martensii (Peters, 1867)
- Occidozyga myanhessei (Kohler, Vargas, Than & Thammachoti, 2021)
- Occidozyga obscura (Gray, 1831)
- Occidozyga rhacoda (Inger, Boeadi & Taufik, 1996)
- Occidozyga semipalmata Smith, 1927
- Occidozyga shiwandashanensis Chen, Peng, Liu, Huang, Liao & Mo, 2022
- Occidozyga sumatrana (Peters, 1877)
- Occidozyga swanbornorum (Trageser, Al-Razi, Maria, Nobel, Asaduzzaman & Rahman, 2021)
- Occidozyga tompotika Iskandar, Arifin & Rachmanasah, 2011